# Trichocentrum cymbiglossum
Trichocentrum cymbiglossum là một loài thực vật có hoa trong họ Lan. Loài này được Pupulin miêu tả khoa học đầu tiên năm 1994.